# Valentino Castellani
 (août 2020).
Si vous disposez d'ouvrages ou d'articles de référence ou si vous connaissez des sites web de qualité traitant du thème abordé ici, merci de compléter l'article en donnant les références utiles à sa vérifiabilité et en les liant à la section « Notes et références ».
Valentino Castellani, né à Varmo le 19 mars 1940, est un homme politique et académique italien, maire de Turin de 1993 à 2001.

## Biographie
Né dans le Frioul, il a obtenu un diplôme d'études secondaires scientifiques chez G. Marinelli à Udine, puis a obtenu une bourse pour le collège universitaire de l'École polytechnique de Turin, où il a déménagé en 1958.

### Carrière universitaire
À Turin, il est diplômé avec mention en génie électronique en 1963, à l'École polytechnique de Turin . Professeur adjoint à la même polytechnique depuis 1964, il a obtenu sa maîtrise au Massachusetts Institute of Technology de Boston, Massachusetts, en 1965. Il a été inscrit à la FUCI et en 1970 il a fait partie du conseil pastoral de Turin en tant que secrétaire. Depuis sa création en 1977, il a été pendant dix ans président du CSI-Piemonte (Consortium pour le système d'information), société informatique née d'un accord entre la Région, l'université et l'École polytechnique. Professeur associé depuis 1970, il devient en 1980 professeur ordinaire de communications électriques, matière qu'il enseigne jusqu'en 1993, date à laquelle il est élu pour son premier mandat de maire de Turin. Vice-recteur de l'École polytechnique de Turin de 1981 à 1984, il a coordonné la réorganisation de celle-ci et favorisé la création des départements. Il est ensuite devenu directeur du département électronique. Il est l'auteur d'environ 70 publications scientifiques, dont certaines dans les domaines de la théorie de la transmission et du codage appliqués aux satellites et aux communications mobiles. 

### Maire de Turin
À l'occasion des élections municipales de 1993, il a été élu maire de Turin, soutenu par une coalition de centre-gauche formée par le PDS, Verdi et Alleanza per Torino. Au premier tour, Castellani a obtenu 20,3% des voix, contre 36% de Diego Novelli, principalement soutenu par La Rete et Refondation communiste (le candidat de la Ligue du Nord, Domenico Comino, est arrivé à la troisième place); au scrutin, il a remporté la victoire contre Novelli avec 57,3% des voix. 
En tant que nouveau maire, Castellani a hérité d'une situation administrative très difficile : la ville était venue d'un an de commissaire et le déficit s'était élevé à 121 milliards de lires, une somme sans précédent dans l'histoire de la ville. Dans un premier temps, le nouveau conseil s'est concentré sur l'action de réhabilitation: réduction des coûts avec des interventions de rationalisation (les élus municipaux ont diminué de 2 300 unités) et augmentation des revenus avec la lutte contre l'évasion fiscale et le système de stationnement payant, géré par la société de transport public (aujourd'hui GTT) a réussi à atteindre l'équilibre budgétaire municipal en deux ans (et en excédent à partir de la troisième année). Des revenus extraordinaires proviennent également de la privatisation de la société énergétique et de l'aqueduc (transformé en société anonyme) et de la cession des parts de la société des autoroutes. 
D'autres résultats significatifs ont été obtenus sur le plan d'urbanisme : l'adoption du nouveau schéma directeur, le démarrage du plan de redressement des anciennes zones industrielles, la liaison ferroviaire et la construction du métro. Le processus de transformation urbaine de Turin est toujours en cours et est l'un des plus importants des grandes villes italiennes.
Un autre secteur d'activité important était l'image internationale: le sommet européen est arrivé à Turin, 106 milliards de lires de financement de l'Union européenne, des projets onusiens ont été développés et l'Agence pour la formation des classes dirigeantes des pays de l'Est s'est développée.
Les principales critiques de l'opposition concernaient l'ampleur réelle de ces changements, jugés purement superficiels et incapables de résoudre les vrais problèmes de la ville, notamment ceux liés à la sécurité des citoyens et à l'immigration clandestine. Pendant cette période, en effet, le flux d'immigrants augmentait considérablement (principalement d'Afrique du Nord et d'Europe de l'Est), qui s'installaient surtout dans les quartiers de San Salvario et Porta Palazzo changea d'apparence en quelques années.
Sur le plan économique, l'intention de Castellani était d'annuler la dépendance de la ville vis-à-vis de Fiat (la soi-disant monoculture industrielle) et de promouvoir le développement dans d'autres secteurs, principalement le secteur tertiaire et les activités culturelles. Dans ce domaine, les résultats ont été inférieurs aux attentes et le successeur de Castellani, Sergio Chiamparino, a tenté de redresser le jeu en attirant l'attention sur le rôle de l'industrie automobile dans l'économie de la ville.
Après les quatre premières années de son mandat, aux élections de 1997, le centre-droit a présenté un candidat fort, l'ancien ministre Raffaele Costa, qui a attaqué Castellani notamment sur la question de la sécurité dans la campagne électorale ; mais Castellani remporte à nouveau le scrutin pour quelques voix, avec 50,4% des voix contre les 49,6 de son rival et un écart encore plus faible qu'en 1993 (4 700 voix).
Dans le deuxième mandat, la junte de Castellani (qui comprenait désormais PDS, Alliance pour Turin, PPI, Verdi, Retraités, Rifondazione Comunista) a continué sur les directives précédentes. Le résultat le plus important de cette période a été l'acquisition des XXes Jeux Olympiques d'hiver, qui a conduit à une relance des transformations urbaines déjà en cours dans le premier mandat, mais aussi une montée des polémiques, notamment sur la destination des financements et leur répartition entre autorités locales. 
En décembre 1999, Valentino Castellani est nommé président du TOROC, le comité d'organisation des XXes Jeux Olympiques d'hiver, poste qui est resté son activité à plein temps après l'expiration de son deuxième mandat de maire de Turin en 2001. 
En 2012, il a été nommé vice-président de l'association Torino Strategica par la municipalité de Turin, en 2013 le gouvernement l'a nommé président du conservatoire de Turin  et en 2015 la région du Piémont l'a nommé président de la Fondation ISI .

## Distinctions
- Grand-croix de l'Ordre du Mérite de la République italienne[3]
- Grand officier de l'Ordre du Mérite de la République italienne[4]